# Heinrich Höfer
Heinrich Höfer (14 de julho de 1911 - 2 de janeiro de 1996) foi um oficial alemão que serviu na Luftwaffe durante a Segunda Guerra Mundial. Foi condecorado com a Cruz de Cavaleiro da Cruz de Ferro com Folhas de Carvalho.

## Condecorações
| Cruz de Ferro (1939) 2ª Classe                                   | 12 de setembro de 1939 |
| Cruz de Ferro (1939) 1ª Classe                                   | 23 de junho de 1941    |
| Distintivo de aviador                                            |                        |
| Distintivo de Voo do Fronte da Luftwaffe                         |                        |
| Troféu de Honra da Luftwaffe                                     | 18 de novembro de 1941 |
| Cruz Germânica em Ouro                                           | 16 de julho de 1942    |
| Cruz de Cavaleiro da Cruz de Ferro                               | 3 de setembro de 1943  |
| Cruz de Cavaleiro da Cruz de Ferro com Folhas de Carvalho nº 656 | 18 de novembro de 1944 |